# Lincoln Park (Georgia)
Lincoln Park es un lugar designado por el censo ubicado en el condado de Upson en el estado estadounidense de Georgia.  

## Geografía
Lincoln Park se encuentra ubicado en las coordenadas 32°52′4″N 84°19′55″O / 32.86778, -84.33194 (32.867666, -84.332046). Según la Oficina del Censo, la localidad tiene un área total de 2,7 km² (1 mi²), de la cual 2,7 km² (1 mi²) es tierra y 0 km² (0 mi²) (0%) es agua.

## Demografía
Según la Oficina del Censo en 2000 su población era de 1.122 y los ingresos medios por hogar en la localidad eran de $20,085, y los ingresos medios por familia eran $24,150. Los hombres tenían unos ingresos medios de $23,472 frente a los $18,542 para las mujeres. La renta per cápita para la localidad era de $15,161. 
Para el censo de 2020, la población descendió a 817 habitantes, con una tasa de empleo de 62,1% y un ingreso medio familia de US$46,116. 